# Svetlana Xikxina
Svetlana Valérievna Xikxina (en rus: Светлана Валерьевна Шикшина) (Kazan, 7 de març de 1980) és una jugadora professional de go russa, de categoria 3p. El seu nom d'usuària a KGS és redrose. Es va convertir en professional el 2002, en afiliar-se a la Korea Baduk Association. Xikxina va ser la primera jugadora professional femenina europea. Va començar a jugar als 10 anys, amb el seu pare, Valeri Xikxín, jugador de categoria 4-dan i professor de diversos campions mundials.
Entre els anys 1994 i 1996 va ser campiona russa femenina i el setembre del 1996 va guanyar el primer campionat europeu femení a Moscou. El 1997 Chun Sam Jho, jugador 8p, de la Korea Baduk Association la va convidar a Corea, on va poder estudiar go en una de les millors escoles de go per infants de Seül, durant 5 anys, a raó de 10 hores diàries. Així es va convertir en una jugadora professional.
El 2002 va començar a ensenyar go a nens i nenes en els clubs de go per infants de Corea i també va impartir classes individuals per adults com a professora professional. Ha fet classes de go, tant a jugadors principiants com avançats. El 2000 va ingressar a la Universitat de Meongji, a la facultat de go i es va graduar el 2005. Cap altre jugador o jugadora europeu tenia aleshores aquesta formació. Ensenya a servidors d'Internet, com ara, KGS i wBaduk.